# Хай-тек

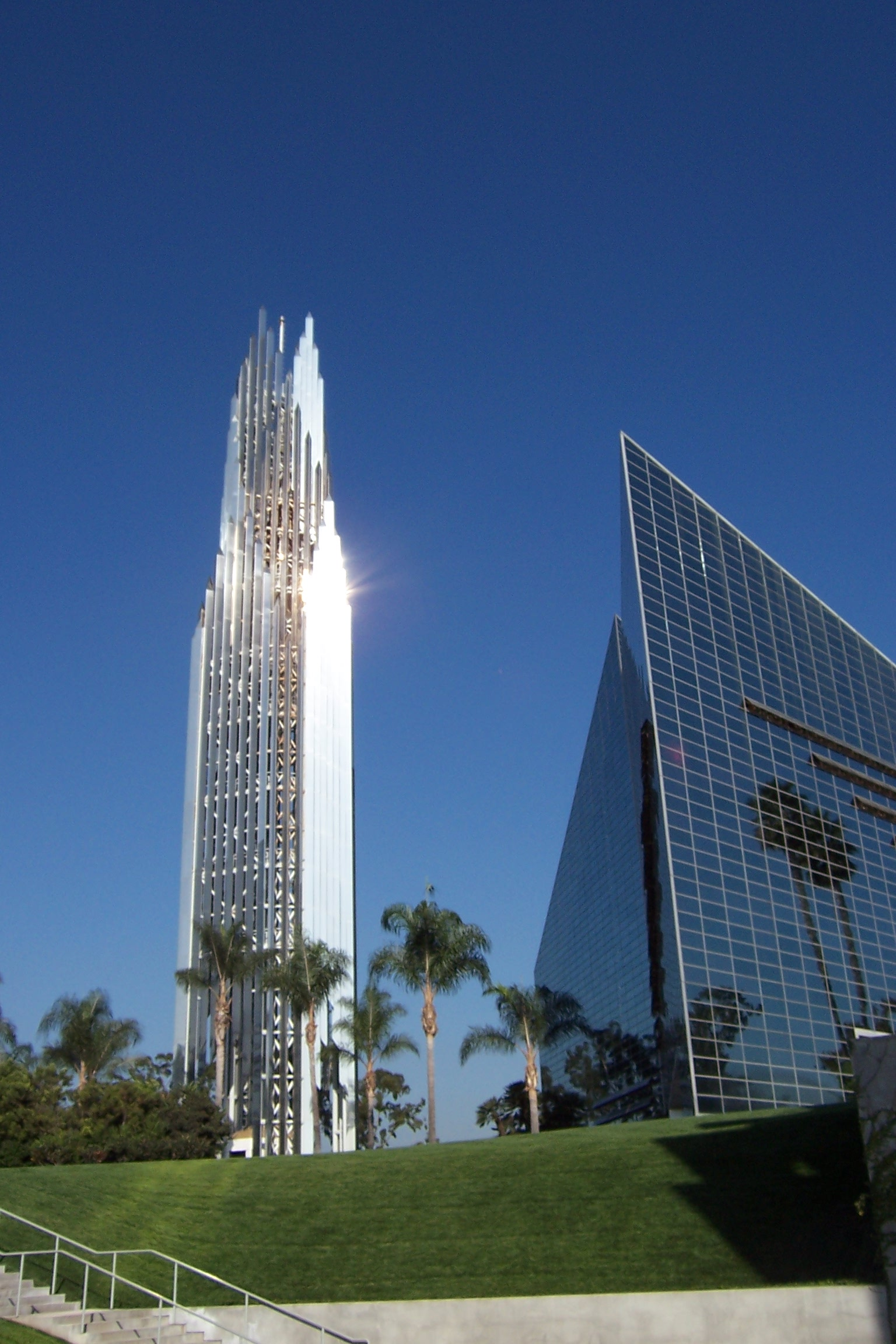
вежа Кришталевого собору в м. Гарден Гроув, арх. Ф. Джонсон, 1980 р., Лос Анжелес.

Ха́й-тек (англ. high tech, скорочення від high technology — «високі технології») — стилістичний напрям у сучасній архітектурі та дизайні, зорієнтований на функціональність, науковість, елітне обслуговування архітектурою з застосовуванням високих технологій.

## Виникнення хай-тек
Вважають, що він виник в надрах постмодернізмової архітектури 1970-х рр. Головними теоретиками та практиками хай-теку були архітектори Британії, Японії, США. Серед них — японець Кендзо Танге, італієць Ренцо Піано, англійці Норман Фостер, Ніколас Гримшоу, Річард Роджерс, американець Філіп Джонсон.
Історик архітектури і сам архітектор з США Чарльз Дженкс (Charles Alexander Jencks, 1939 p., Балтімор) розробив класифікацію, за якою хай-тек — це пізній модернізм, пік його розвитку.

## Ранній хай-тек
Одним з перших прикладів хай-теку вважають культурний центр Жоржа Помпіду в столиці Франції, що побудований на місті старого ринку, відомого як «Черево Парижа». Його будували англієць Річард Роджерс і італієць Ренцо Піано у 1977 р. Фасад будівлі агресивно створюють індустріальні конструкції, притаманні металургійному заводу чи фабриці хімічних добрив.
До будівлі звикали майже 20 років. Але головні відвідувачі центру — туристи і молодь — сприйняли модернову споруду схвально і обурення почало вщухати. Адже центр приносив гроші і набув престижу. Орієнтація на престиж взагалі притаманна хай-теку, бо це унікальні об'єкти і дуже коштовні.
Зразки хай-теку в Лондоні з'явились пізніше за Париж, бо мав місце спротив принца Чарльза, спадкоємця англійського престолу. Той вважав, що будівлі хай-теку плюндрують обличчя Лондона. Англійських архітекторів спротив не зупинив.

## Ознаки хайтеку
- Використання простих геометричних фігур при збереженні виразного силуету.
- Широке використання скла, пластику, блискучих поверхонь металу; сіро-металевих фарб.
- Виведені назовні несні конструкції та конструкції, що виглядають несними, проте є тільки декоративними.
- Асиметрія.
- Гострі кути.
- Хаотичне розміщення джерел освітлення.
- Глобалізація — італієць будує у Франції, а японець в арабській країні (деяке нехтування національних особливостей культури).

## Хай-тек Кендзо Танге (1913—2005)
Шкільні роки Кендзо Танге пройшли в Хіросімі.
Мав диплом Токійського університету. Через учня Ле Корбюзьє японця Маекаву познайомився з ідеями відомого архітектора 20 століття. Деякий час займався «паперовою архітектурою», бо не мав змоги будувати.
Перемога в конкурсі на створення меморіального комплексу миру в Хіросімі відкрила широкі перспективи. Після них будуть і споруди Йойогі для Олімпійських ігор в Токіо, і забудова Скоп'є після землетрусу, і бізнес-центри в Неаполі і Болоньї.
Навернення Танге до хай-теку логічне, бо в японській будівельній традиції висока функціональність, де використовують кожний квадратний дециметр площі. Танге автор штаб-квартири Fujs Television у 1996 р., що зовні нагадує будинок з дитячого конструктора. Висока образність і поетичність споруд Йойогі залишилась далеко позаду.

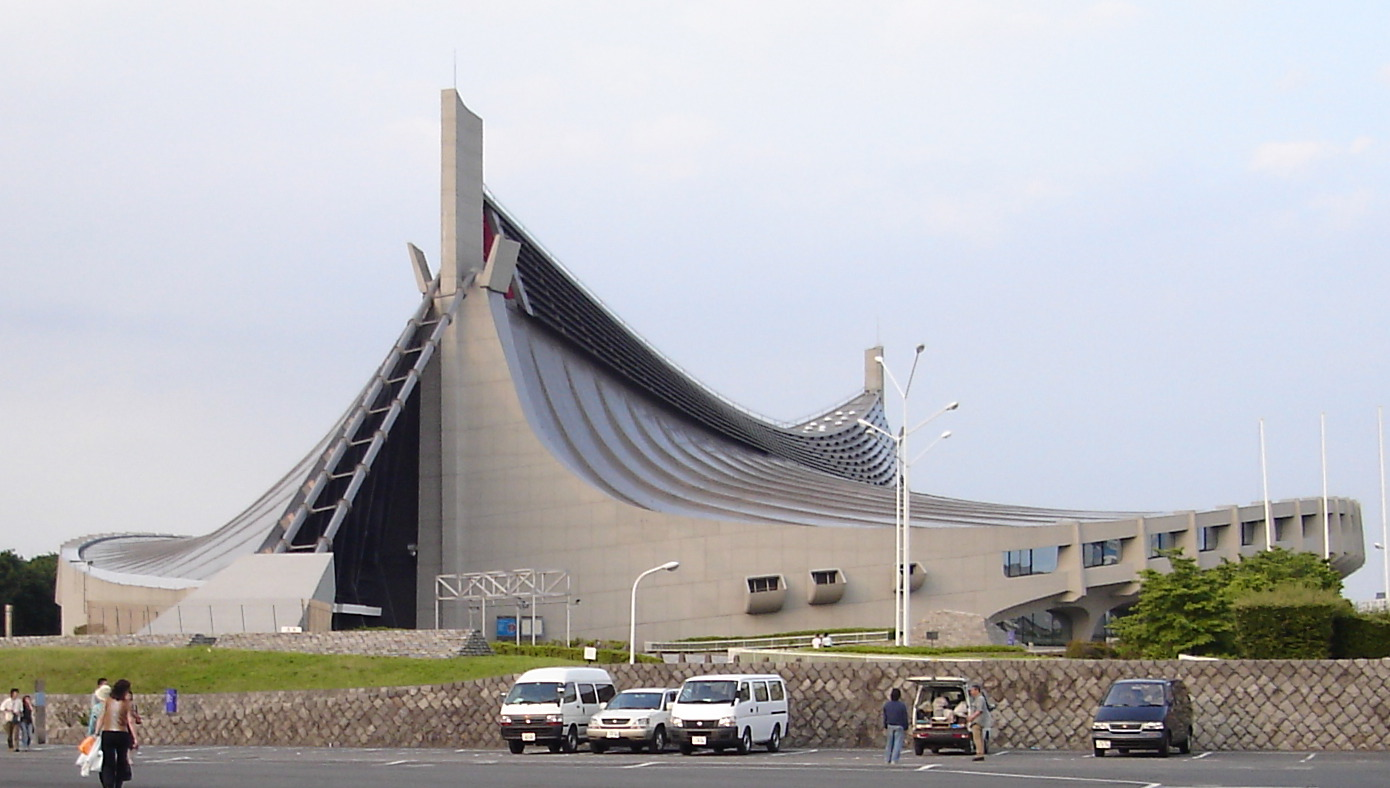
Олімпійський центр в Токіо (1964), Йойогі.
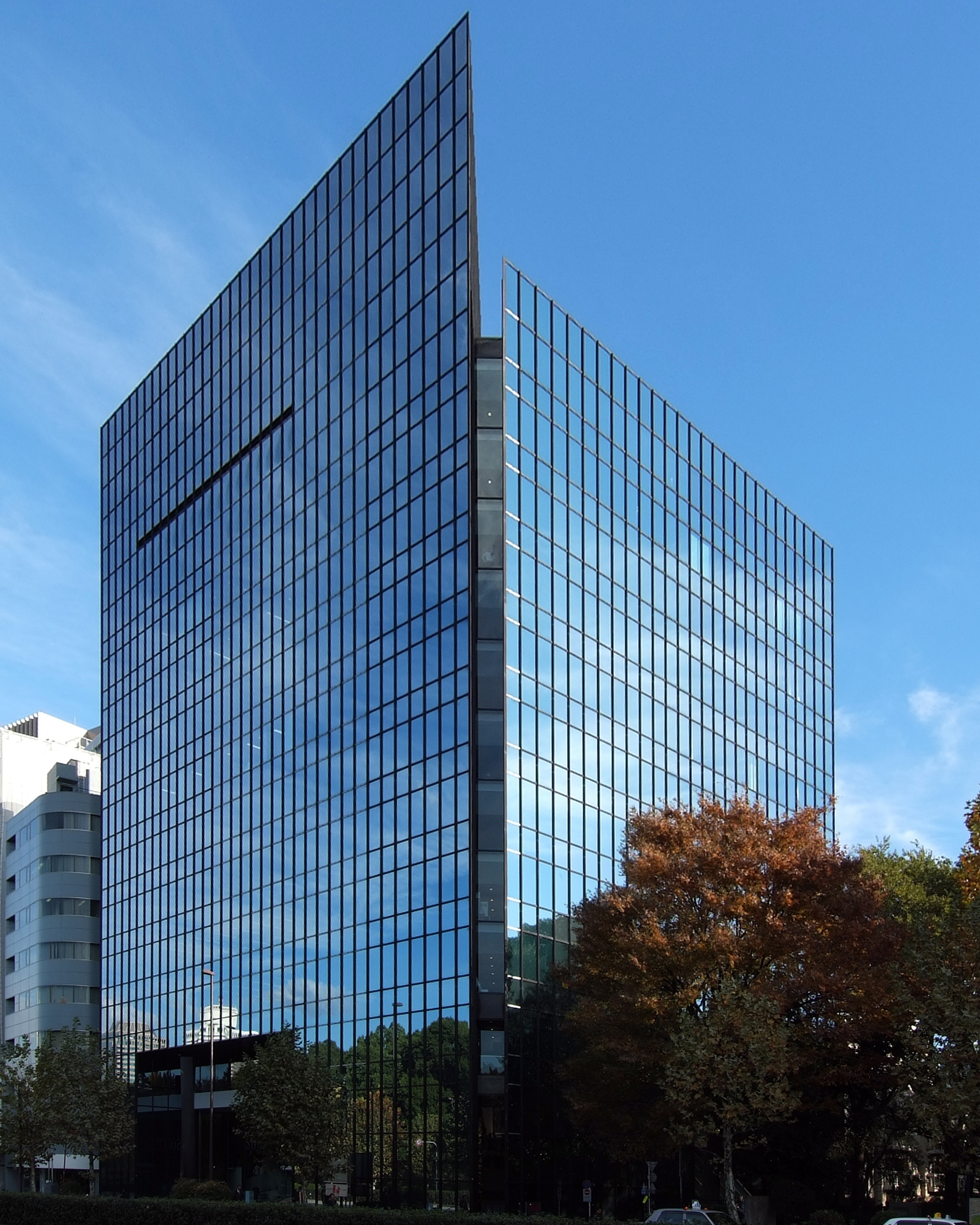
Кендзо Танге. Согецу Холл.
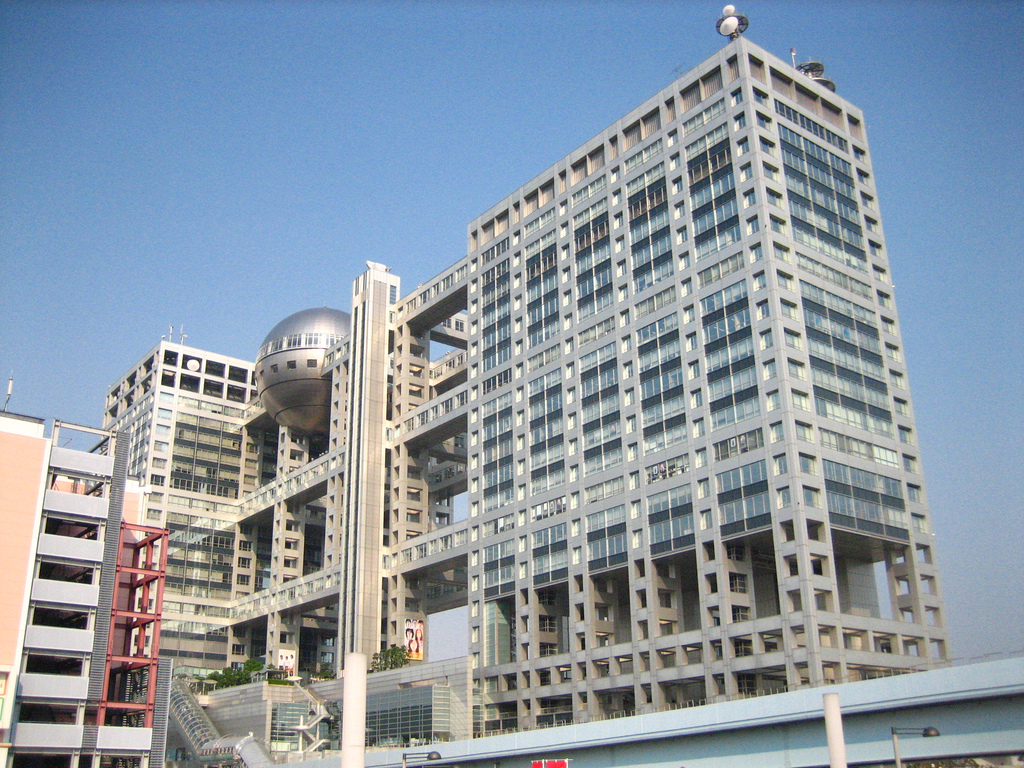
Штаб-квартира Fuji TV, арх. Кендзо Танге, хай-тек.

## Хай-тек і природа
Серед перших вимог до архітектури — зручність і міцність. Навернення до природи, екології, до проблем збереження довкілля перероджують і хай-тек. З'явилися особливі форми хай-теку — біо-тек і еко-тек, що співіснують з середовищем, шукають шляхів діалогу і порозуміння. Цікаво, що навернулись до форм біо-теку навіть апологети, початківці стилю — Ренцо Піано, низка англійських архітекторів.